# Mistrovství Evropy v orientačním běhu 2010
8. Mistrovství Evropy v orientačním běhu proběhlo v Bulharsku s centrem v Primorsku, pobřežním městě v Burgaské oblasti. Mistrovství se konalo 28. května až 6. června 2010. Hlavním pořadatelem byla Bulharská federace orientačního běhu.
Šampionátu se zúčastnilo 244 závodníků z 31 evropských zemí. Bojovalo se o čtyři sady medailí v kategorii mužů a kategorii žen. V roce 2010 byly tři individuální závody součástí světového poháru pro tento rok. Nejlépe se dařilo švýcarským orientačním běžcům, kteří získali celkem jedenáct medailí, z toho pět zlatých, tři stříbrné a tři bronzové. Z českých reprezentantů byla nejúspěšnější Dana Brožková, která vybojovala historicky první individuální medaili pro svou zemi. Nejúspěšnějším běžcem šampionátu se stala Švýcarka Simone Niggli-Luderová se ziskem čtyř medailí.

## Program závodů
Program mistrovství Evropy byl zveřejněn v souladu s Pravidly IOF v Bulletinu číslo čtyři:
| Primorsko Centrum Mistrovství Evropy 2010 BULHARSKO | Den        | Závod                | Centrum závodu |
| --------------------------------------------------- | ---------- | -------------------- | -------------- |
| Primorsko Centrum Mistrovství Evropy 2010 BULHARSKO | 30. května | Kvalifikace – Sprint | Primorsko      |
| Primorsko Centrum Mistrovství Evropy 2010 BULHARSKO | 30. května | Finále – Sprint      | Primorsko      |
| Primorsko Centrum Mistrovství Evropy 2010 BULHARSKO | 31. května | Kvalifikace – Long   | Jasna Poljana  |
| Primorsko Centrum Mistrovství Evropy 2010 BULHARSKO | 1. června  | Kvalifikace – Middle | Jasna Poljana  |
| Primorsko Centrum Mistrovství Evropy 2010 BULHARSKO | 2. června  | Štafety              | Jasna Poljana  |
| Primorsko Centrum Mistrovství Evropy 2010 BULHARSKO | 4. června  | Finále – Middle      | Pismenovo      |
| Primorsko Centrum Mistrovství Evropy 2010 BULHARSKO | 5. června  | Finále – Long        | Pismenovo      |

## Organizace Mistrovství Evropy

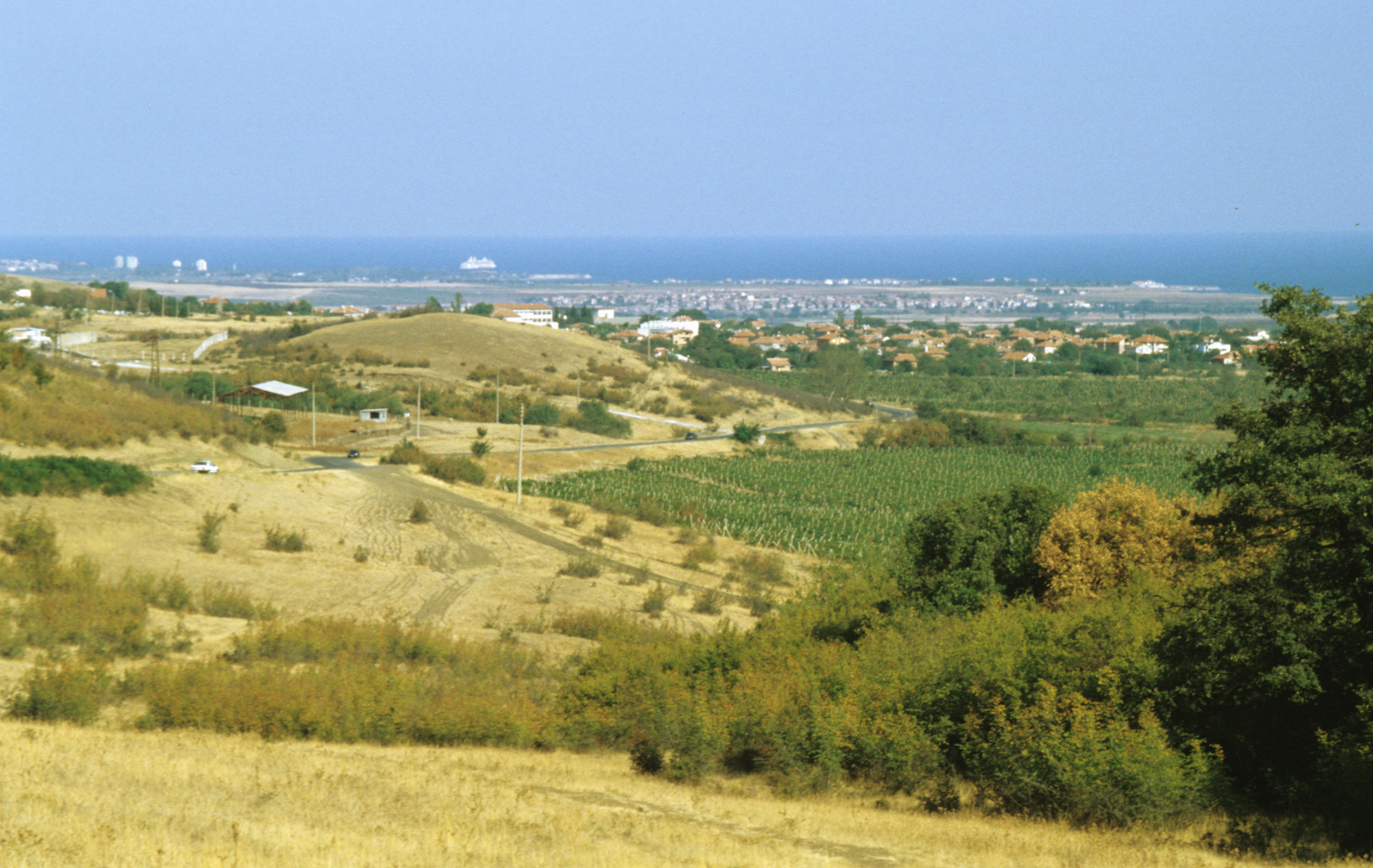
Krajina Burgaské provincie

Mistrovství Evropy v orientačním běhu (již 8. v historii) se uskutečnilo v Bulharsku od 28. května do 6. června 2010. Centrem bylo město Primorsko. Pořádání mistrovství Evropy bylo Bulharskému svazu orientačního běhu přiděleno na jednání Kongresu IOF. Šampionátu se zúčastnili závodníci ze 31 zemí Evropy (244 závodníků a 61 členů oficiálního doprovodu). Celý šampionát se konal v souladu s platnými Pravidly orientačního běhu IOF. Jednotlivé závody se konaly v rozličných terénech, závod ve sprintu proběhl v městské zástavbě, závod middle a long pak v mírně kopcovitém terénu s mnoha vegetačními detaily. O 8. mistrovských titulů se podělily tři země. Tiskové a mediální centrum bylo zřízeno v hotelu Les Magnolias a oficiálním mediálním partnerem byla bulharská televize BTV. Z každého závodu byly přenášeny online informace na internet v podobě časů z radiokontrol a cíle, a audio streamingu. Diváci v arénách neplatili vstupné, není tedy možné exaktně určit počet diváků. V Primorsku byly denní teploty mezi 16 až 28 stupni a v noci mezi 12 a 17 stupni Celsia. Ubytování pro účastníky bylo zajištěno v okolí přímořských středisek a letovisek, nedaleko města Primorsko.

### Nominace České republiky
Nominační závody české reprezentace se konaly 9. – 11. dubna 2010 v Třebíči (sprint), Maletíně (long) a Úsobrnu (middle) za účasti A i B týmů.
Nominováni byli:
Ženy:  Dana Brožková 1981 (SC Jičín), Radka Brožková 1984 (SC Jičín), Martina Dočkalová 1983 (Lokomotiva Pardubice), Eva Juřeníková 1978 (Domnarvets GoIF), Vendula Klechová 1981 (Halden SK), Šárka Svobodná 1988 (Kotlářka Praha), Monika Topinková 1980 (OK 99 Hradec Králové). Necestující náhradnicí je Kamila Gregorová 1981 (SK Chotěboř).
Muži:  Tomáš Dlabaja 1983 (Žabovřesky Brno), Adam Chromý 1988 (Žabovřesky Brno), Štěpán Kodeda 1988 (SC Jičín), Jan Mrázek 1981 (Sparta Praha), Jan Procházka 1984 (Praga Praha), Michal Smola 1981 (SKOB Zlín), Jan Šedivý 1984 (Praga Praha). Necestujícím náhradníkem je Zdeněk Rajnošek 1985 (Žabovřesky Brno).

## Závod ve sprintu

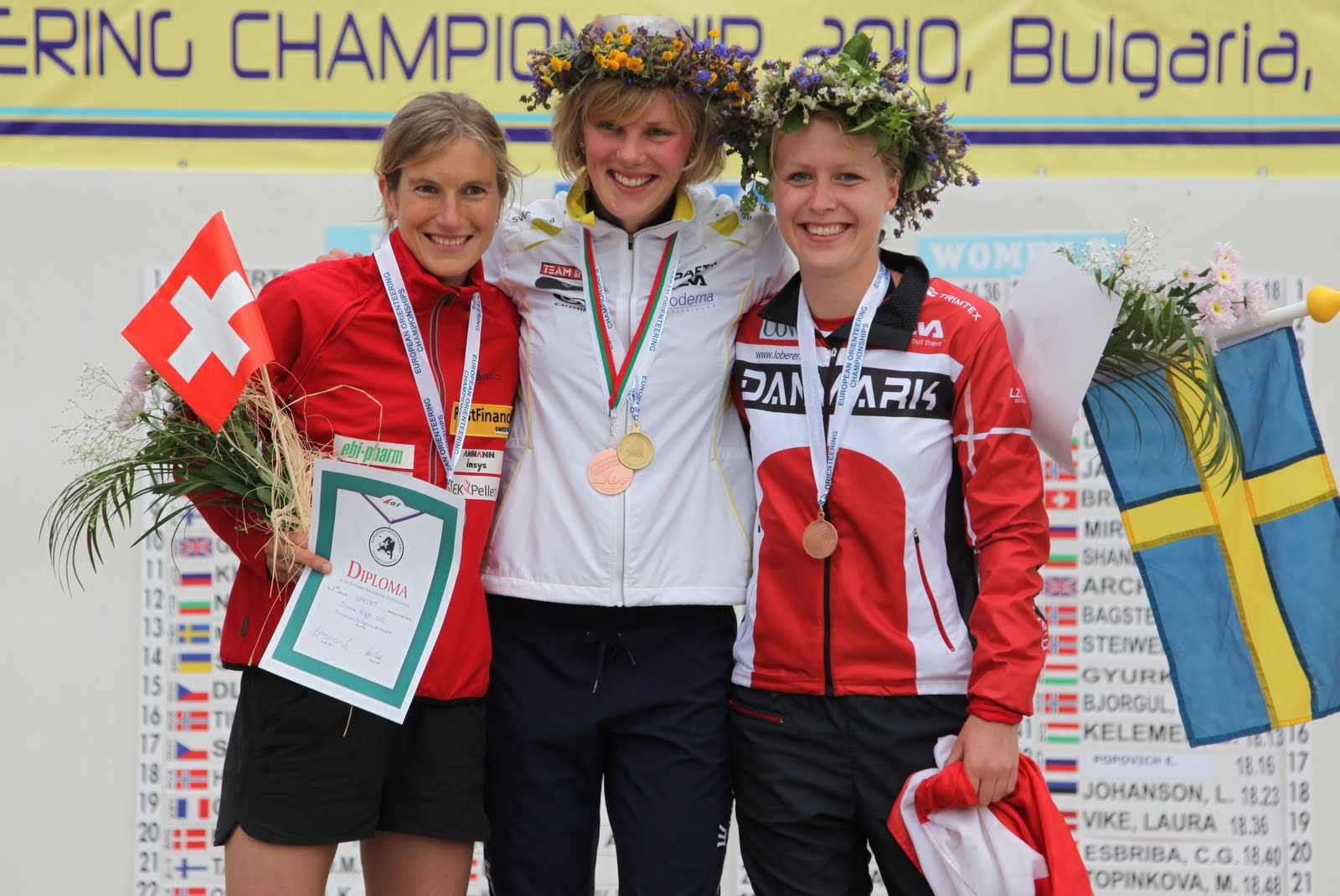
Vítězné ženské trio v závodě ve sprintu (Simone Niggli-Luderová, Helena Janssonová, Maja Almová)

V dopoledních hodinách dne 30. května 2010 v bulharském městě Primorsko proběhly kvalifikační závody ve sprintu. Běžely se tři kvalifikační závody mužů a tři závody žen, kdy do finálového závodu postoupilo 51 závodníků a 51 závodnic, což bylo nejlepších 17 mužů a 17 žen z jednotlivých kvalifikačních závodů. Kvalifikace se běžela v ulicích města Primorsko, v místním parku a na pobřežních písečných dunách. V ženské kategorii své rozběhy vyhrály: Simone Niggli-Luderová (Švýcarsko), Helena Janssonová (Švédsko) a Lena Eliassonová (Švédsko). V mužské kategorii své rozběhy vyhráli: Aleksandr Starov (Ukrajina), Vesa Taanila (Finsko) a Olav Lundanes (Norsko). Kvalifikace se zúčastnilo 11 českých reprezentantů a do finále jich postoupilo devět.
V odpoledním finále si pro titul mistryně Evropy doběhla švédská závodnice Helena Janssonová s dvacetisekundovým náskokem před Švýcarkou a mnohonásobnou mistryní světa Simone Niggli-Luderovou. Na třetím místě se umístila mladá závodnice z Dánska – Maja Almová, která za nimi zaostala více než minutu. V mužské kategorii dominovali Švýcaři, šestice závodníků se umístila do 8. místa. Mistrem Evropy se tak stal Švýcar Fabian Hertner před krajanem Danielem Hubmannem a obhájcem titulu Švédem Emilem Wingstedtem.

### Výsledky sprintu
| Muži                                                                     | Muži                                                                     | Muži                                                                     | Muži                                                                     | Muži                                                                     | Ženy                                                                     | Ženy                                                                     | Ženy                                                                     | Ženy                                                                     | Ženy                                                                     |
| ------------------------------------------------------------------------ | ------------------------------------------------------------------------ | ------------------------------------------------------------------------ | ------------------------------------------------------------------------ | ------------------------------------------------------------------------ | ------------------------------------------------------------------------ | ------------------------------------------------------------------------ | ------------------------------------------------------------------------ | ------------------------------------------------------------------------ | ------------------------------------------------------------------------ |
| - 3,3 km, 24 kontrol, 84m převýšení - mapa: Primorsko MMC 1: 4 000 E 2 m | - 3,3 km, 24 kontrol, 84m převýšení - mapa: Primorsko MMC 1: 4 000 E 2 m | - 3,3 km, 24 kontrol, 84m převýšení - mapa: Primorsko MMC 1: 4 000 E 2 m | - 3,3 km, 24 kontrol, 84m převýšení - mapa: Primorsko MMC 1: 4 000 E 2 m | - 3,3 km, 24 kontrol, 84m převýšení - mapa: Primorsko MMC 1: 4 000 E 2 m | - 2,8 km, 21 kontrol, 68m převýšení - mapa: Primorsko MMC 1: 4 000 E 2 m | - 2,8 km, 21 kontrol, 68m převýšení - mapa: Primorsko MMC 1: 4 000 E 2 m | - 2,8 km, 21 kontrol, 68m převýšení - mapa: Primorsko MMC 1: 4 000 E 2 m | - 2,8 km, 21 kontrol, 68m převýšení - mapa: Primorsko MMC 1: 4 000 E 2 m | - 2,8 km, 21 kontrol, 68m převýšení - mapa: Primorsko MMC 1: 4 000 E 2 m |
| Umístění                                                                 | Země                                                                     | Jméno                                                                    | Čas                                                                      | Ztráta                                                                   | Umístění                                                                 | Země                                                                     | Jméno                                                                    | Čas                                                                      | Ztráta                                                                   |
| 1.                                                                       | Švýcarsko                                                                | Fabian Hertner                                                           | 14:45                                                                    |                                                                          | 1.                                                                       | Švédsko                                                                  | Helena Janssonová                                                        | 14:36                                                                    |                                                                          |
| 2.                                                                       | Švýcarsko                                                                | Daniel Hubmann                                                           | 15:11                                                                    | +0:25                                                                    | 2.                                                                       | Švýcarsko                                                                | Simone Niggli-Luderová                                                   | 14:56                                                                    | +0:20                                                                    |
| 3.                                                                       | Švédsko                                                                  | Emil Wingstedt                                                           | 15:14                                                                    | +0:29                                                                    | 3.                                                                       | Dánsko                                                                   | Maja Almová                                                              | 15:44                                                                    | +1:08                                                                    |
| 15.                                                                      | Česko                                                                    | Tomáš Dlabaja                                                            | 15:47                                                                    | +1:02                                                                    | 6.                                                                       | Česko                                                                    | Dana Brožková                                                            | 16:08                                                                    | +1:32                                                                    |
| 17.                                                                      | Česko                                                                    | Michal Smola                                                             | 15:50                                                                    | +1:04                                                                    | 15.                                                                      | Česko                                                                    | Šárka Svobodná                                                           | 16:43                                                                    | +2:07                                                                    |
| 34.                                                                      | Česko                                                                    | Jan Mrázek                                                               | 16:38                                                                    | +1:52                                                                    | 19.                                                                      | Česko                                                                    | Eva Juřeníková                                                           | 16:51                                                                    | +2:15                                                                    |
| 38.                                                                      | Česko                                                                    | Štěpán Kodeda                                                            | 16:51                                                                    | +2:05                                                                    | 27.                                                                      | Česko                                                                    | Radka Brožková                                                           | 17:20                                                                    | +2:44                                                                    |
|                                                                          |                                                                          |                                                                          |                                                                          |                                                                          | 46.                                                                      | Česko                                                                    | Monika Topinková                                                         | 18:48                                                                    | +4:12                                                                    |

Oficiální výsledky: Muži a Ženy

## Závod na krátké trati (Middle)

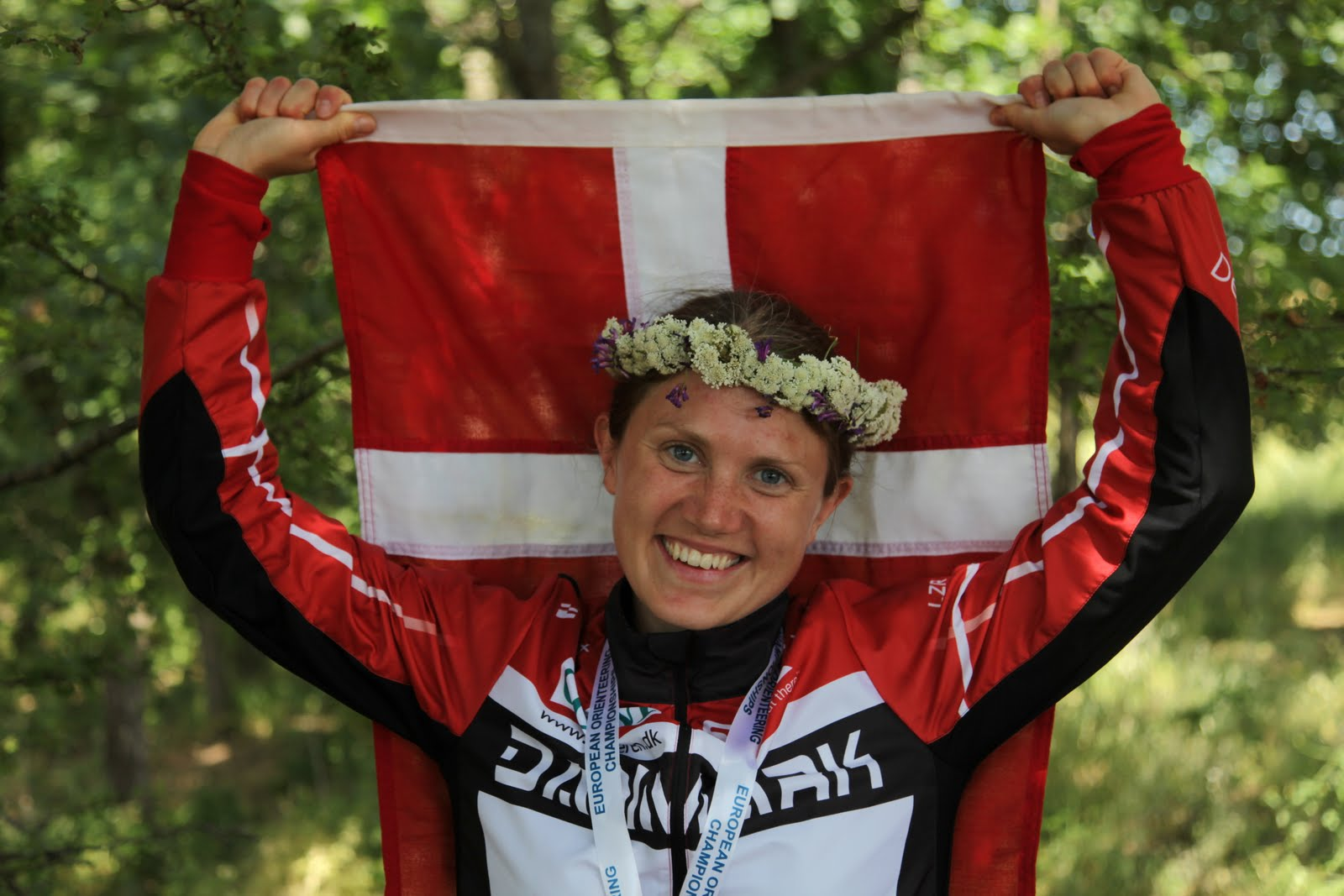
Stříbrná medailistka z middlu Dánka Signe Søesová

Dne 1. června 2010 se konala kvalifikace na finálový závod v middlu. Tyto kvalifikační závody se běžely, jako předchozí den, v bulharské obci Jasna Poljana. Terén závodů byl mírně kopcovitý v rozmezí 30–140 metrů nad mořem a převládal listnatý les s duby a habry. Běžely se tři kvalifikační závody mužů a tři závody žen, kdy do finálového závodu postoupilo 51 závodníků a 51 závodnic, což bylo nejlepších 17 mužů a 17 žen z jednotlivých kvalifikačních závodů. V ženské kategorii své rozběhy vyhrály: Natalia Vinogradovová (Rusko), Simone Niggli-Luderová (Švýcarsko) a Minna Kauppiová (Finsko). V mužské kategorii své rozběhy vyhráli: Baptiste Rollier (Švýcarsko), Valentin Novikov (Rusko) a Alexey Bortnik (Rusko). Kvalifikace se zúčastnilo 12 českých reprezentantů a do finále jich postoupilo deset.
Finálový závod v middlu se konal dne 3. června 2010. Tento závod se běžel s doběhovou arénou ve vesnici Pismenovo. Překvapením závodu byla porážka šestinásobného mistra světa na této trati Francouze Thierry Gueorgioua, který se nedostal ani do konečné první desítky. Vítězem se stal ruský závodník Valentin Novikov, který vyhrál o více než minutu před dvojicí Švýcarů Matthiasem Merzem a Danielem Hubmannem. Z českých reprezentantů se nejlépe umístil Adam Chromý, který dokončil finálový závod na 34. místě. V ženské kategorii si pro pátý titul doběhla švýcarská závodnice Simone Niggli-Luderová s dvouminutovým náskokem před mladou dánskou závodnicí Signe Søesovou a pro bronzovou medaili si doběhla Švédka Lena Eliassonová, která zaostala za vítězkou o 2 minuty a 12 sekund. Z českých závodnic nejlépe skončily Dana Brožková na 7. místě a Šárka Svobodná na 11. místě.

### Výsledky závodu na krátké trati (Middle)
| Muži                                                                   | Muži                                                                   | Muži                                                                   | Muži                                                                   | Muži                                                                   | Ženy                                                                   | Ženy                                                                   | Ženy                                                                   | Ženy                                                                   | Ženy                                                                   |
| ---------------------------------------------------------------------- | ---------------------------------------------------------------------- | ---------------------------------------------------------------------- | ---------------------------------------------------------------------- | ---------------------------------------------------------------------- | ---------------------------------------------------------------------- | ---------------------------------------------------------------------- | ---------------------------------------------------------------------- | ---------------------------------------------------------------------- | ---------------------------------------------------------------------- |
| - 6,4 km, 22 kontrol, 260m převýšení - mapa: Pismenovo 1: 10 000 E 5 m | - 6,4 km, 22 kontrol, 260m převýšení - mapa: Pismenovo 1: 10 000 E 5 m | - 6,4 km, 22 kontrol, 260m převýšení - mapa: Pismenovo 1: 10 000 E 5 m | - 6,4 km, 22 kontrol, 260m převýšení - mapa: Pismenovo 1: 10 000 E 5 m | - 6,4 km, 22 kontrol, 260m převýšení - mapa: Pismenovo 1: 10 000 E 5 m | - 5,4 km, 22 kontrol, 210m převýšení. - mapa Pismenovo 1: 10 000 E 5 m | - 5,4 km, 22 kontrol, 210m převýšení. - mapa Pismenovo 1: 10 000 E 5 m | - 5,4 km, 22 kontrol, 210m převýšení. - mapa Pismenovo 1: 10 000 E 5 m | - 5,4 km, 22 kontrol, 210m převýšení. - mapa Pismenovo 1: 10 000 E 5 m | - 5,4 km, 22 kontrol, 210m převýšení. - mapa Pismenovo 1: 10 000 E 5 m |
| Umístění                                                               | Země                                                                   | Jméno                                                                  | Čas                                                                    | Ztráta                                                                 | Umístění                                                               | Země                                                                   | Jméno                                                                  | Čas                                                                    | Ztráta                                                                 |
| 1.                                                                     | Rusko                                                                  | Valentin Novikov                                                       | 34:09                                                                  |                                                                        | 1.                                                                     | Švýcarsko                                                              | Simone Niggli-Luderová                                                 | 33:07                                                                  |                                                                        |
| 2.                                                                     | Švýcarsko                                                              | Matthias Merz                                                          | 35:30                                                                  | +1:21                                                                  | 2.                                                                     | Dánsko                                                                 | Signe Søesová                                                          | 35:06                                                                  | +1:59                                                                  |
| 3.                                                                     | Švýcarsko                                                              | Daniel Hubmann                                                         | 35:36                                                                  | +1:27                                                                  | 3.                                                                     | Švédsko                                                                | Lena Eliassonová                                                       | 35:19                                                                  | +2:12                                                                  |
| 34.                                                                    | Česko                                                                  | Adam Chromý                                                            | 39:14                                                                  | +5:05                                                                  | 7.                                                                     | Česko                                                                  | Dana Brožková                                                          | 37:08                                                                  | +4:01                                                                  |
| 38.                                                                    | Česko                                                                  | Jan Procházka                                                          | 39:45                                                                  | +5:36                                                                  | 11.                                                                    | Česko                                                                  | Šárka Svobodná                                                         | 38:02                                                                  | +4:55                                                                  |
| 40.                                                                    | Česko                                                                  | Jan Mrázek                                                             | 40:39                                                                  | +6:30                                                                  | 17.                                                                    | Česko                                                                  | Vendula Klechová                                                       | 39:43                                                                  | +6:36                                                                  |
| 42.                                                                    | Česko                                                                  | Štěpán Kodeda                                                          | 40:53                                                                  | +6:44                                                                  | 33.                                                                    | Česko                                                                  | Martina Dočkalová                                                      | 42:58                                                                  | +9:51                                                                  |
|                                                                        |                                                                        |                                                                        |                                                                        |                                                                        | 37.                                                                    | Česko                                                                  | Radka Brožková                                                         | 43:46                                                                  | +10:39                                                                 |
| 49.                                                                    | Česko                                                                  | Monika Topinková                                                       | 52:46                                                                  | +19:39                                                                 |                                                                        |                                                                        |                                                                        |                                                                        |                                                                        |

Oficiální výsledky: Muži a Ženy

## Závod na klasické trati (Long)

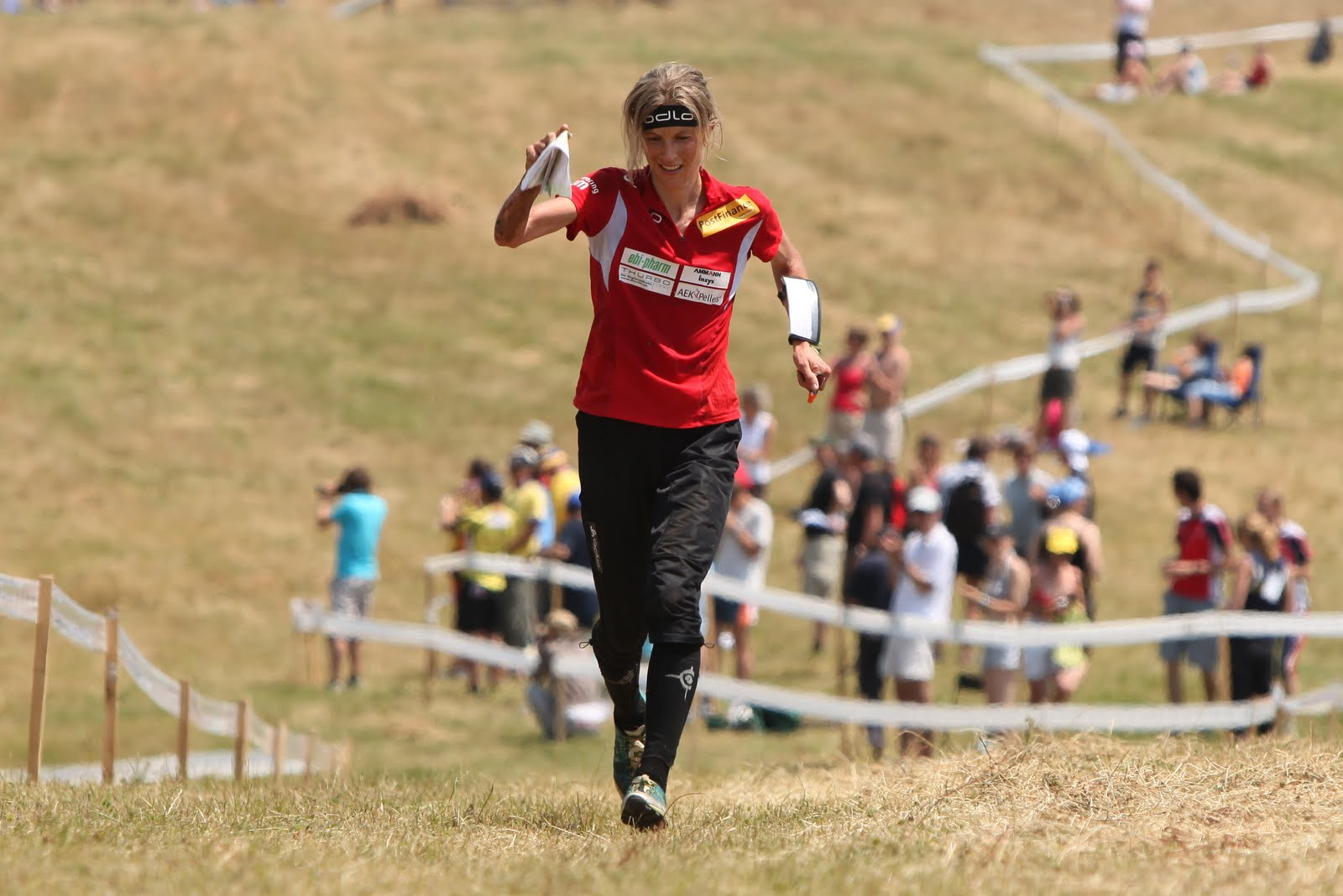
Vítězka z longu Švýcarka Simone Niggli-Luderová

Dne 30. května 2010 se konala kvalifikace na klasické trati. Dějištěm závodů byla malá bulharská obec Jasna Poljana. Závody se běžely ve středně těžkém až velmi kopcovitém terénu v rozpětí 30–180 metrů nadmořské výšky. Běžely se tři kvalifikační závody mužů a tři závody žen, kdy do finálového závodu postoupilo 51 závodníků a 51 závodnic, což bylo nejlepších 17 mužů a 17 žen z jednotlivých kvalifikačních závodů. V ženské kategorii své rozběhy vyhrály: Julia Novikovová (Rusko), Helena Janssonová (Švédsko) a Simone Niggli-Luderová (Švýcarsko). V mužské kategorii své rozběhy vyhráli: Valentin Novikov (Rusko), Peter Öberg (Švédsko) a Thierry Gueorgiou (Francie). Kvalifikace se zúčastnilo 12 českých reprezentantů a do finále jich postoupilo deset.
Finálový závod v longu se konal dne 4. června 2010. Tento závěrečný závod mistrovství Evropy se běžel s doběhovou arénou ve vesnici Pismenovo. V ženské kategorii si pro čtvrté zlato na klasické trati (longu) doběhla Švýcarka Simone Niggli-Luderová. Druhou pozici vybojovala česká reprezentantka Dana Brožková, když zaostala za vítězkou minutu a dvacet dva sekund. Pro Českou republiku to je historicky první medaile v individuálním závodě na Mistrovství Evropy. Jako třetí skončila s obrovským odstupem Švédka Helena Janssonová.
V závodě mužů zvítězil způsobem start–cíl Švýcar Daniel Hubmann s velkým náskokem tři a půlminuty před překvapením závodu, mladým Francouzem Philippe Adamskim. Pro bronzovou medaili si doběhl opět švýcarský reprezentant Fabian Hertner a dovršil tak švýcarskou nadvládu nad světovou špičkou jedenáctou medailí z tohoto šampionátu. Z českých závodníků se nejlépe umístil Jan Šedivý na 12. místě s více než desetiminutovou ztrátou.

### Výsledky závodu na klasické trati (Long)
| Muži                                                                                   | Muži                                                                                   | Muži                                                                                   | Muži                                                                                   | Muži                                                                                   | Ženy                                                                                   | Ženy                                                                                   | Ženy                                                                                   | Ženy                                                                                   | Ženy                                                                                   |
| -------------------------------------------------------------------------------------- | -------------------------------------------------------------------------------------- | -------------------------------------------------------------------------------------- | -------------------------------------------------------------------------------------- | -------------------------------------------------------------------------------------- | -------------------------------------------------------------------------------------- | -------------------------------------------------------------------------------------- | -------------------------------------------------------------------------------------- | -------------------------------------------------------------------------------------- | -------------------------------------------------------------------------------------- |
| - 17,1 km, 30 kontrol, 680m převýšení - mapa: Pismenovo – Valchan Kale 1: 15 000 E 5 m | - 17,1 km, 30 kontrol, 680m převýšení - mapa: Pismenovo – Valchan Kale 1: 15 000 E 5 m | - 17,1 km, 30 kontrol, 680m převýšení - mapa: Pismenovo – Valchan Kale 1: 15 000 E 5 m | - 17,1 km, 30 kontrol, 680m převýšení - mapa: Pismenovo – Valchan Kale 1: 15 000 E 5 m | - 17,1 km, 30 kontrol, 680m převýšení - mapa: Pismenovo – Valchan Kale 1: 15 000 E 5 m | - 11,2 km, 26 kontrol, 475m převýšení - mapa: Pismenovo – Valchan Kale 1: 15 000 E 5 m | - 11,2 km, 26 kontrol, 475m převýšení - mapa: Pismenovo – Valchan Kale 1: 15 000 E 5 m | - 11,2 km, 26 kontrol, 475m převýšení - mapa: Pismenovo – Valchan Kale 1: 15 000 E 5 m | - 11,2 km, 26 kontrol, 475m převýšení - mapa: Pismenovo – Valchan Kale 1: 15 000 E 5 m | - 11,2 km, 26 kontrol, 475m převýšení - mapa: Pismenovo – Valchan Kale 1: 15 000 E 5 m |
| Umístění                                                                               | Země                                                                                   | Jméno                                                                                  | Čas                                                                                    | Ztráta                                                                                 | Umístění                                                                               | Země                                                                                   | Jméno                                                                                  | Čas                                                                                    | Ztráta                                                                                 |
| 1.                                                                                     | Švýcarsko                                                                              | Daniel Hubmann                                                                         | 104:29                                                                                 |                                                                                        | 1.                                                                                     | Švýcarsko                                                                              | Simone Niggli-Luderová                                                                 | 80:31                                                                                  |                                                                                        |
| 2.                                                                                     | Francie                                                                                | Philippe Adamski                                                                       | 108:00                                                                                 | +3:31                                                                                  | 2.                                                                                     | Česko                                                                                  | Dana Brožková                                                                          | 81:53                                                                                  | +1:22                                                                                  |
| 3.                                                                                     | Švýcarsko                                                                              | Fabian Hertner                                                                         | 108:43                                                                                 | +4:14                                                                                  | 3.                                                                                     | Švédsko                                                                                | Helena Janssonová                                                                      | 86:22                                                                                  | +5:51                                                                                  |
| 12.                                                                                    | Česko                                                                                  | Jan Šedivý                                                                             | 115:34                                                                                 | +11:05                                                                                 | 5.                                                                                     | Česko                                                                                  | Eva Juřeníková                                                                         | 88:56                                                                                  | +8:25                                                                                  |
| 15.                                                                                    | Česko                                                                                  | Michal Smola                                                                           | 117:41                                                                                 | +13:12                                                                                 | 8.                                                                                     | Česko                                                                                  | Vendula Klechová                                                                       | 89:37                                                                                  | +9:06                                                                                  |
| 37.                                                                                    | Česko                                                                                  | Jan Procházka                                                                          | 131:52                                                                                 | +27:23                                                                                 | 15.                                                                                    | Česko                                                                                  | Martina Dočkalová                                                                      | 96:16                                                                                  | +15:45                                                                                 |
| 38.                                                                                    | Česko                                                                                  | Tomáš Dlabaja                                                                          | 134:00                                                                                 | +29:31                                                                                 | 16.                                                                                    | Česko                                                                                  | Šárka Svobodná                                                                         | 96:54                                                                                  | +16:23                                                                                 |
|                                                                                        |                                                                                        |                                                                                        |                                                                                        |                                                                                        | 24.                                                                                    | Česko                                                                                  | Radka Brožková                                                                         | 98:40                                                                                  | +18:09                                                                                 |

Oficiální výsledky: Muži a Ženy

## Štafetový závod

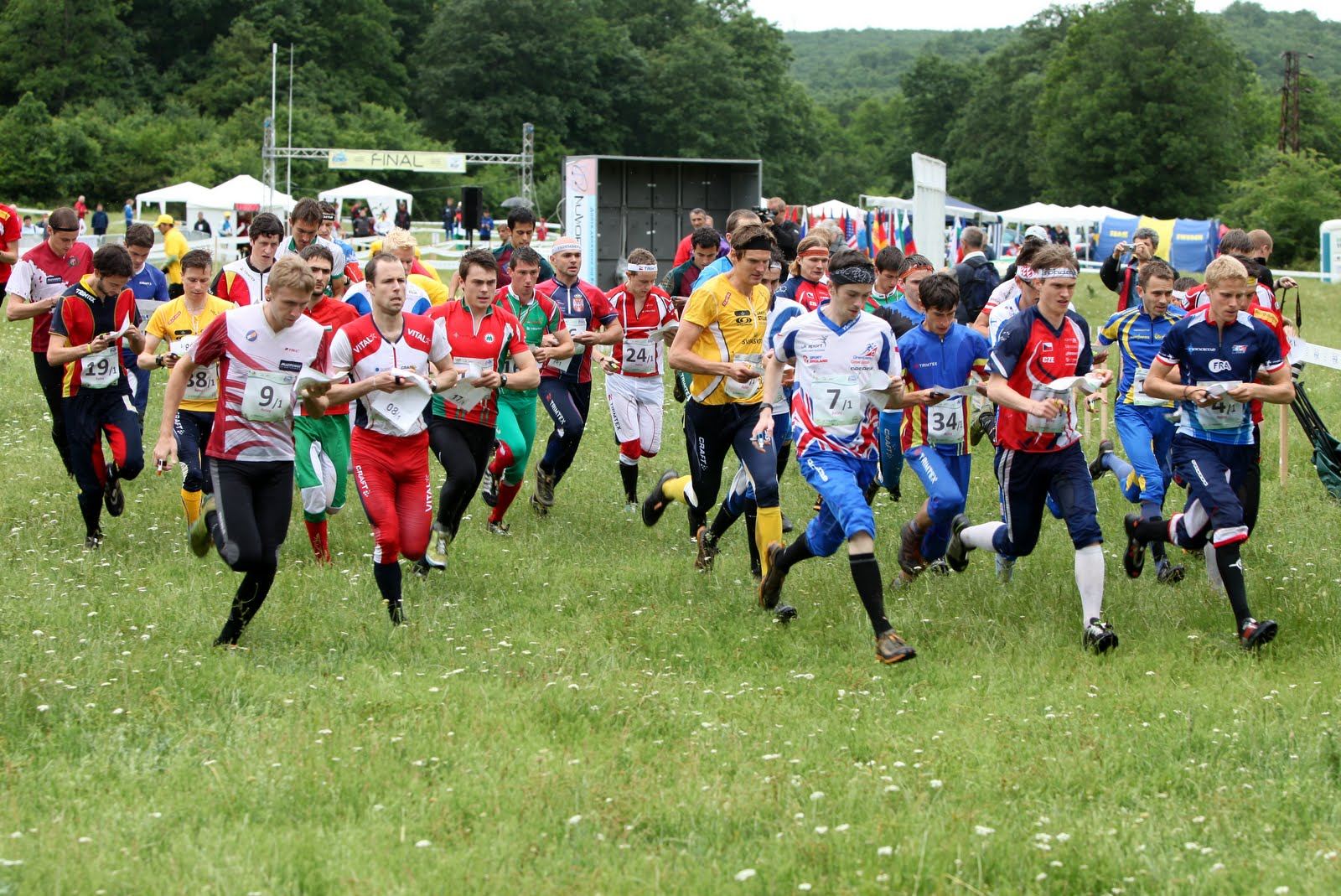
Hromadný start mužského štafetového závodu

Štafetové závody na Mistrovství Evropy se konaly dne 2. června 2010 s cílovou arénou v bulharské obci Jasna Poljana. Běželo se v mírně kopcovitém terénu v nadmořské výšce od 30 do 110 m n. m. Les byl převážně listnatý s poměrně dobrou průběžností. Závodů se zúčastnilo 27 ženských štafet z 18 zemí a 40 mužských štafet z 28 zemí.
V kategorii žen si zlatou medaili odnesla štafeta Švédska, neboť v závěrečné fázi závodu Švédka Helena Janssonová předsprintovala druhou v pořadí Finku Minnu Kauppiovou o 12 sekund. Třetí byla po doběhu štafeta Švýcarska, již s 58sekundovou ztrátou. Štafeta České republiky dokončila závod na čtvrté pozici.
V závodě mužů zlatou medaili vybojovala štafeta Švýcarska i bez zraněného Daniela Hubmanna. Na druhé pozici zaostala o 36 sekund štafeta Francie, za kterou finišoval mnohonásobný mistr světa Thierry Gueorgiou a třetí s odstupem skončila štafeta Norska za kterou závod dokončoval Olav Lundanes. Štafeta České republiky dokončila závod na páté pozici.

### Výsledky štafetového závodu
| Muži | Muži      | Muži                                                           | Muži    | Muži   |
| --- | --------- | -------------------------------------------------------------- | ------- | ------ |
| - 1. úsek: 7,3 km, 20 kontrol, 290m převýšení - 2. úsek: 7,6 km, 20 kontrol, 290m převýšení - 3. úsek: 8,4 km, 25 kontrol, 315m převýšení - mapa: Lake Yasna Polyana 1: 10 000 E 5 m |           |                                                                |         |        |

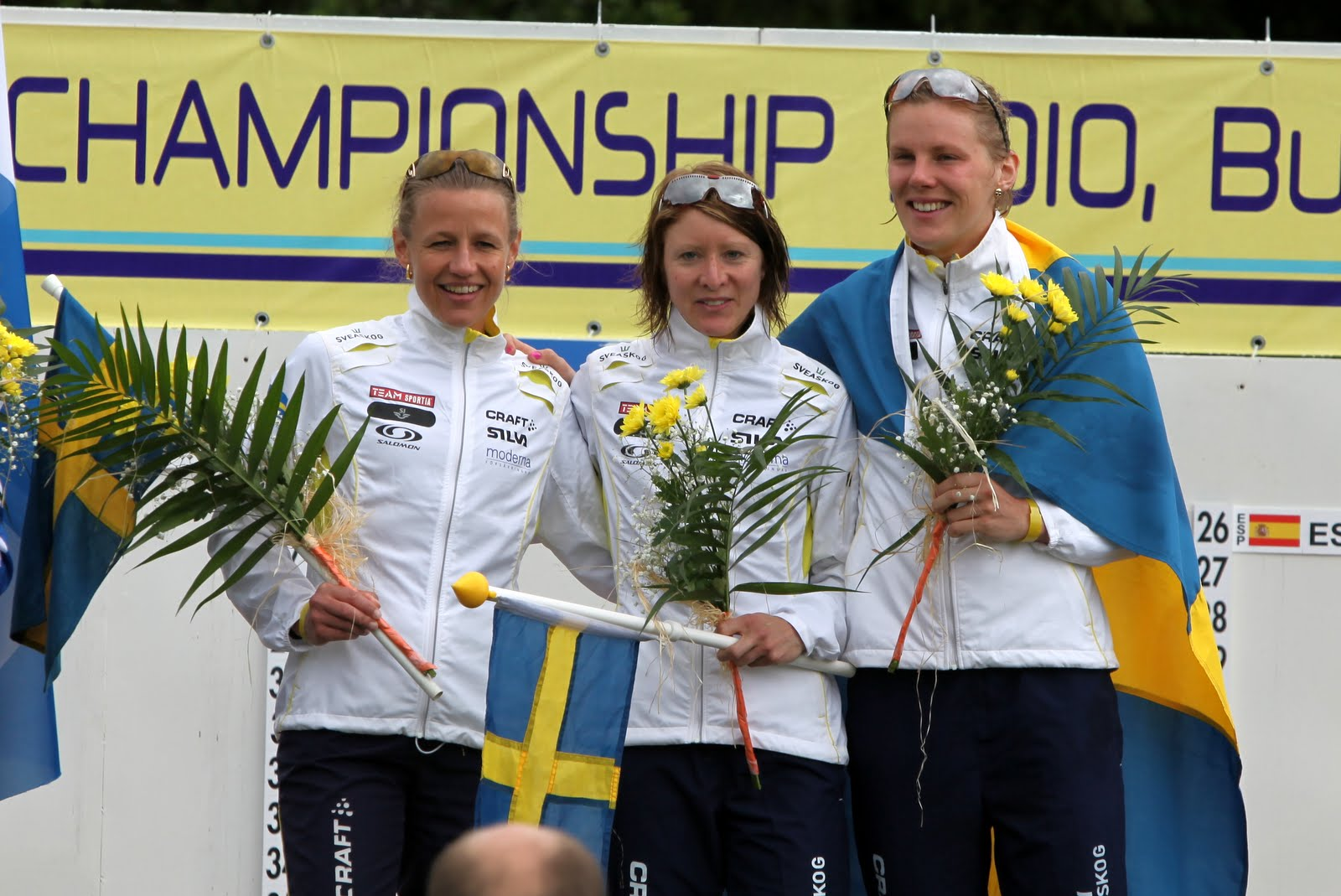
Vítězná švédská ženská štafeta ve složení Karolina Arewång-Höjsgaardová, Lena Eliassonová a Helena Janssonová

| Umístění | Země      | Jméno                                                          | Čas     | Ztráta |
| 1. | Švýcarsko | 1. Matthias Müller 2. Fabian Hertner 3. Matthias Merz          | 1.54:44 |        |
| 2. | Francie   | 1. Frédéric Tranchand 2. Philippe Adamski 3. Thierry Gueorgiou | 1.55:20 | +0:36  |
| 3. | Norsko    | 1. Holger Hott 2. Carl Waaler Kaas 3. Olav Lundanes            | 1.56:36 | +1:52  |
| 5. | Česko A   | 1. Tomáš Dlabaja 2. Jan Procházka 3. Michal Smola              | 1.58:23 | +3:39  |
| 13. | Česko B   | 1. Štěpán Kodeda 2. Adam Chromý 3. Jan Šedivý                  | 2.00:38 | +5:54  |

| Ženy | Ženy      | Ženy                                                                      | Ženy    | Ženy   |
| --- | --------- | ------------------------------------------------------------------------- | ------- | ------ |
| - 1. úsek: 5,1 km, 17 kontrol, 225m převýšení - 2. úsek: 5,8 km, 17 kontrol, 225m převýšení - 3. úsek: 6,6 km, 21 kontrol, 250m převýšení - mapa: Lake Yasna polyana 1: 10 000 E 5 m |           |                                                                           |         |        |
| Umístění | Země      | Jméno                                                                     | Čas     | Ztráta |
| 1. | Švédsko   | 1. Karolina Arewång-Höjsgaardová 2. Lena Eliassonová 3. Helena Janssonová | 1.52:37 |        |
| 2. | Finsko    | 1. Merja Rantanenová 2. Anni-Maija Finckeová 3. Minna Kauppiová           | 1.52:49 | +0:12  |
| 3. | Švýcarsko | 1. Vroni König-Salmiová 2. Caroline Cejková 3. Simone Niggli-Luderová     | 1.53:35 | +0:58  |
| 4. | Česko A   | 1. Vendula Klechová 2. Dana Brožková 3. Eva Juřeníková                    | 1.55:38 | +3:01  |
| 6. | Česko B   | 1. Šárka Svobodná 2. Radka Brožková 3. Martina Dočkalová                  | 2.01:40 | +9:03  |

Oficiální výsledky: Muži a Ženy

## Medailová klasifikace podle zemí

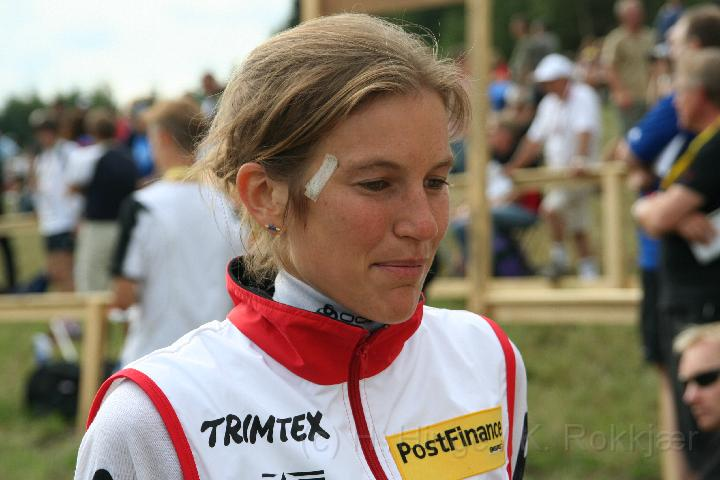
Nejúspěšnějším závodníkem se dvěma zlatými, jednou stříbrnou a jednou bronzovou medailí se stala Švýcarka Simone Niggli-Luderová

Medaili na Mistrovství Evropy získali závodníci z osmi různých národů. Běžci ze Švýcarska vybojovali pro svou zemi nejvíce medailí a to rovných jedenáct z dvaceti šesti možných. Nejúspěšnější ženou se stala Simone Niggli-Luderová se čtyřmi cennými kovy. V kategorii mužů byl nejúspěšnější Fabian Hertner se dvěma zlaty a jednou bronzovou medailí. Na druhém místě se umístilo Švédsko se ziskem dvou zlatých medailí a třetí skončilo Rusko s jednou zlatou. Z velkých favoritů se pro zranění kolene Mistrovství Evropy nezúčastnila obhájkyně dvou titulů norská reprezentantka Anne Margrethe Hauskenová a švédský reprezentant Martin Johansson.
Úplná medailová tabulka:
| Umístění | Země      | Zlato | Stříbro | Bronz | Součet |
| -------- | --------- | ----- | ------- | ----- | ------ |
| 1.       | Švýcarsko | 5     | 3       | 3     | 11     |
| 2.       | Švédsko   | 2     | 0       | 3     | 5      |
| 3.       | Rusko     | 1     | 0       | 0     | 1      |
| 4.       | Francie   | 0     | 2       | 0     | 2      |
| 5.       | Dánsko    | 0     | 1       | 1     | 2      |
| 6. – 7.  | Česko     | 0     | 1       | 0     | 1      |
| 6. – 7.  | Finsko    | 0     | 1       | 0     | 1      |
| 8.       | Norsko    | 0     | 0       | 1     | 1      |